# 赵长天
赵长天（1947年2月11日—2013年3月31日），男，浙江宁波人，中国作家，原上海作家协会副主席，《萌芽》杂志主编，全国新概念作文大赛主要创办人。